# Judi Adams
Judi Adams, född 12 juli 1959, är en amerikansk bågskytt. Hon deltog vid olympiska sommarspelen 1996.